# Prosipho harrietae
Prosipho harrietae is een slakkensoort uit de familie van de Buccinidae. De wetenschappelijke naam van de soort is voor het eerst geldig gepubliceerd in 2003 door Engl & Schwabe.